# Viñales-vallei
In de vallei van Viñales, rond het gelijknamig stadje Viñales, in de provincie Pinar del Río ten noordoosten van Pinar del Río, vindt men wellicht een van de merkwaardigste landschappen van Cuba. Tussen de rechtopstaande, kalkstenen pijlers (Mogotes) wordt in de donkerrode, zeer vruchtbare grond, de beste tabak ter wereld geteeld. De plantages in Viñales telen, fermenteren, drogen en triëren hier de tabaksbladeren die doorgaans elders in Cuba worden verwerkt tot kwaliteitssigaren zoals Cohiba en Montecristo.
Viñales vallei werd in 1999 op de Werelderfgoedlijst van de UNESCO geplaatst. Er zijn veel fossielen gevonden zoals die van Vinialesaurus.

## Galerij

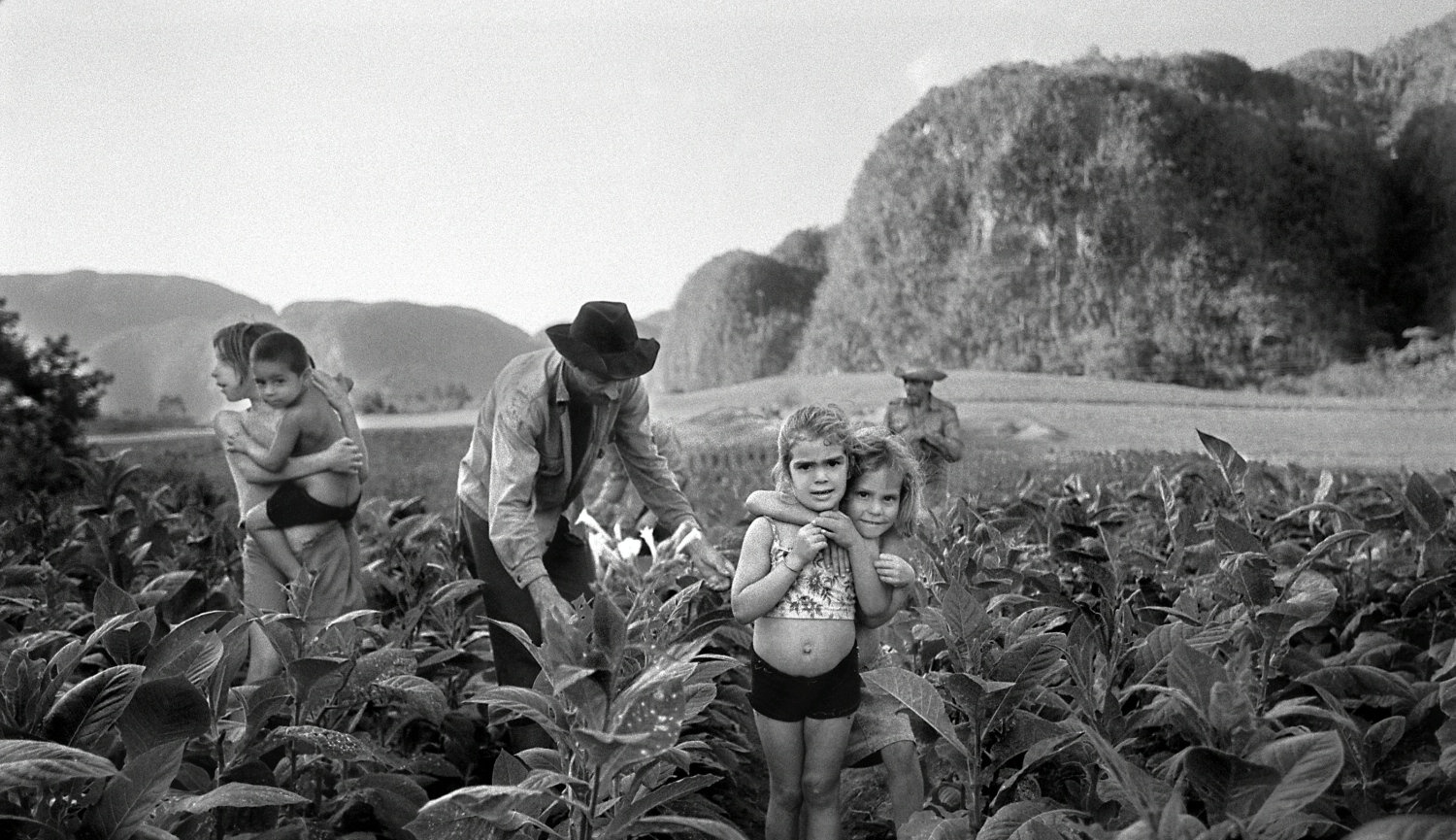
Tabaksoogst, Vallei van Viñales, Cuba (2002)
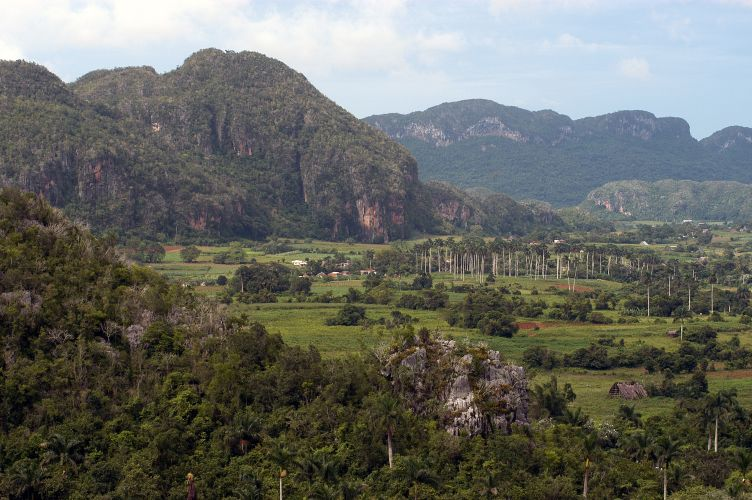
Vallei van Viñales
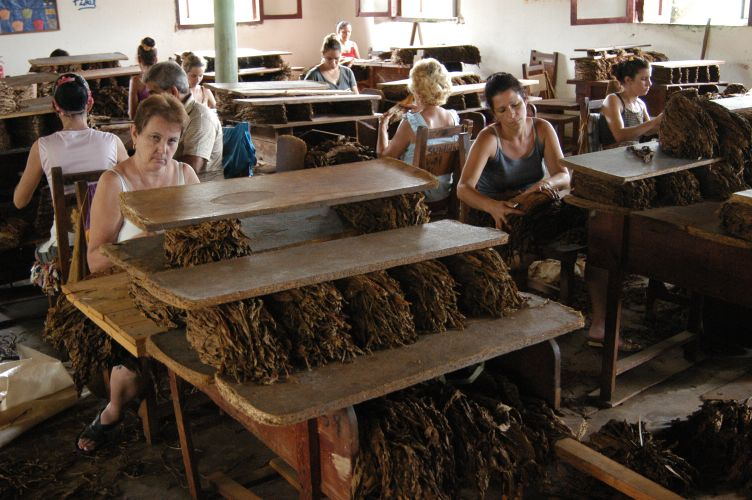
Triëren van tabaksbladeren in Viñales

Oud Havana en zijn vestingwerken · Trinidad en Valle de los Ingenios · Castillo de San Pedro de la Roca · Nationaal park Desembarco del Granma · Viñales-vallei · Archeologisch landschap van de eerste koffieplantages in het zuidoosten van Cuba · Nationaal park Alejandro de Humboldt · Historisch centrum van Cienfuegos · Historisch centrum van Camagüey
- Virtual International Authority File: 234819438